# Arturo Salah
Arturo Alejandro Salah Cassani (Santiago, 4 de diciembre de 1949) es un exfutbolista profesional, director técnico, dirigente futbolístico y político chileno, entre 2016 y 2019 se desempeñó como presidente de la Federación de Fútbol de Chile y Asociación Nacional de Fútbol Profesional. Además de haberse dedicado al fútbol, también se tituló de ingeniero civil en la Universidad Católica de Chile. Entre 2001 y 2003, fue subsecretario de Chiledeportes.

## Carrera deportiva

### Como jugador
Se formó en Audax Italiano. Como jugador militó en Universidad Católica y Universidad de Chile. En este último club ganó solamente la Copa Chile en 1979 y la Liguilla Pre-Libertadores de 1980, debido a que la institución pasaba por una larga crisis. El 3 de enero de 1981, Salah anota el gol de la victoria en el súper clásico ante Colo-Colo, luego de capitalizar una gran jugada de Héctor Hoffens. Con este gol, el cuadro azul clasificó a la Copa Libertadores.
En agosto de 1971 jugó en Colo-Colo, puesto que el equipo albo lo solicitó como refuerzo a Audax Italiano para una gira a México, país en el que jugó cinco encuentros.

### Como entrenador
Tras comenzar su carrera como entrenador en las divisiones inferiores de Universidad Católica, Salah asumió la banca de Colo-Colo en 1986. Llegó al club a los 36 años, y en él logró los Campeonatos nacionales de 1986 y 1989, y también el tricampeonato de la Copa Chile (1988-1989-1990). En el ámbito internacional, su mayor logro fue el triunfo de visita a São Paulo en el propio Estadio Morumbí en la Copa Libertadores de 1987. Con el cuadro popular formó la base del equipo que obtuvo la Copa Libertadores de América en 1991. En septiembre de 1990 acepta dirigir la Selección Chilena para la Copa América de 1991, siendo posteriormente reemplazado por Mirko Jozić. Dirigió a la selección en 23 partidos entre 1990 y 1993.
En 1992 llegó a la Universidad de Chile armando una planilla para pelear por el Campeonato Nacional, y mejorar las campañas de los dos últimos años, en que el club quedó cerca del descenso. En el primer año, logró clasificar a la Liguilla Pre-Libertadores. En este torneo disputó la clasificación al torneo continental ante un eliminado Colo-Colo, pero un gol de último minuto de Hugo Rubio forzó a los azules a jugar un desempate con la Universidad Católica que los derrotó en el partido definitivo por 3-1 con gran actuación de Juan Carlos Almada.
En 1994 en el equipo se destacaban figuras como Marcelo Salas, Sergio Vargas, Patricio Mardones, Rogelio Delgado, Ronald Fuentes, Esteban Valencia, Raúl Aredes, Cristián Castañeda, Víctor Hugo Castañeda y Luis Musrri que peleaban palmo a palmo el título a Universidad Católica. A mitad de campaña Salah se marcha a dirigir al Monterrey, quedando a cargo de los azules su ayudante Jorge Socías quien consigue el título tras 25 años sin salir campeón del fútbol chileno.
Después de su paso por México, recala en Cobreloa para la temporada 1999, logrando la clasificación a Copa Libertadores después de 7 años. La participación en el torneo continental no fue de las mejores, quedando eliminado en primera ronda.
Durante el período 2004-2007 trabajó en el primer equipo de Huachipato, club caracterizado por tener plantillas con varios jugadores formados en sus divisiones inferiores. Baluartes de ese equipo fueron Cristián Reynero, Rodrigo Millar, Héctor Mancilla, Gonzalo Jara, Pedro Morales, Mauricio Arias y Cristián Muñoz, entre otros. En cuanto a logros deportivos, destacan las semifinales alcanzadas en los torneos de Apertura de los años 2004, 2005 y 2006. En el último campeonato logró la clasificación a la Copa Sudamericana. En ese torneo cae en primera ronda con Colo-Colo por lanzamientos penales, quien sería el finalista de ese torneo.
En el segundo semestre de 2007, la Universidad de Chile llama nuevamente a Salah para un segundo período en el club. En esta experiencia llegó hasta la semifinal del Campeonato de Clausura de ese mismo año.Al año siguiente, consiguió el cupo Chile 3 para la pre-Libertadores tras terminar como punteros en la tabla acumulativa global. Finalmente, por no conseguir ningún título, Salah renunció.
En noviembre de 2009 asumió nuevamente como entrenador de Huachipato donde permanecería hasta el 1 de septiembre de 2011. Esta etapa finalizó con una renuncia del DT después de equivocarse haciendo jugar a 6 extranjeros antes la Universidad de Concepción por Copa Chile. 
A fines de 2011 firma por tres años con el Santiago Wanderers. En este club llegó a ubicarse en puestos de clasificación para la Copa Sudamericana 2012, pero de cara al final del campeonato el rendimiento decayó y finalizó fuera de los play-offs en 11° posición, luego de esto alcanzó una racha negativa de catorce partidos sin ganar (13 por torneo local y 1 por Copa Chile) registrando la peor campaña de un entrenador en el equipo porteño lo que lo llevó a dejar el cargo en agosto de 2012.

### Dirigente del fútbol
Entre el año 2013 y abril de 2015 fue presidente de la concesionaria Blanco y Negro S.A. de Colo Colo.
El 4 de enero de 2016 fue elegido presidente de la Asociación Nacional de Fútbol Profesional de Chile (ANFP).

## Selección nacional

### Participaciones en Copa América

#### Como entrenador
| Copa              | Sede    | Resultado     |
| ----------------- | ------- | ------------- |
| Copa América 1991 | Chile   | Semifinal     |
| Copa América 1993 | Ecuador | Primera Ronda |

## Clubes

### Como jugador
| Club                 | País  | Año       |
| -------------------- | ----- | --------- |
| Audax Italiano       | Chile | 1969-1971 |
| Universidad Católica | Chile | 1972-1974 |
| Universidad de Chile | Chile | 1975-1981 |
| Palestino            | Chile | 1981-1982 |

### Como entrenador
| Club                 | País   | Año       | PJ  | PG  | PE  | PP  | Efectividad |
| -------------------- | ------ | --------- | --- | --- | --- | --- | ----------- |
| Colo-Colo            | Chile  | 1986-1990 | 275 | 143 | 85  | 47  | 62.30%      |
| Selección de Chile   | Chile  | 1990-1993 | 23  | 9   | 6   | 8   | 47.83%      |
| Universidad de Chile | Chile  | 1992-1994 | 135 | 68  | 40  | 27  | 60.24%      |
| Monterrey            | México | 1994-1996 | 36  | 9   | 15  | 12  | 38.88%      |
| Cobreloa             | Chile  | 1999-2000 | 87  | 44  | 21  | 22  | 58.62%      |
| Huachipato           | Chile  | 2004-2007 | 147 | 70  | 23  | 54  | 52.83%      |
| Universidad de Chile | Chile  | 2007-2008 | 68  | 39  | 12  | 17  | 63.23%      |
| Huachipato           | Chile  | 2010-2011 | 71  | 28  | 21  | 22  | 49.29%      |
| Santiago Wanderers   | Chile  | 2012      | 23  | 6   | 6   | 11  | 34.78%      |
| Total                | Total  | Total     | 865 | 416 | 229 | 220 | 56.91%      |

## Palmarés

### Como jugador

#### Campeonatos nacionales
| Título     | Club                 | País  | Año  |
| ---------- | -------------------- | ----- | ---- |
| Copa Chile | Universidad de Chile | Chile | 1979 |

### Como entrenador

#### Campeonatos nacionales
| Título           | Club      | País  | Año  |
| ---------------- | --------- | ----- | ---- |
| Primera División | Colo-Colo | Chile | 1986 |
| Copa Chile       | Colo-Colo | Chile | 1988 |
| Primera División | Colo-Colo | Chile | 1989 |
| Copa Chile       | Colo-Colo | Chile | 1989 |
| Copa Chile       | Colo-Colo | Chile | 1990 |